# كأس ألبانيا 1997–98
كأس ألبانيا 1997–98 (بالألبانية: Kupa e Republikës 1997-98‏) هو الموسم 46 من كأس ألبانيا. أقيم خلال الفترة أغسطس 1997 وحتى 6 يونيو 1998، وأشرف على تنظيمه اتحاد ألبانيا لكرة القدم، وفاز فيه FK Apolonia Fier ‏.